# Расширенная вселенная DC
«Расши́ренная вселе́нная DC» (англ. DC Extended Universe; сокр. — DCEU) — американская медиафраншиза, вымышленная общая вселенная, серия супергеройских фильмов, основанная на комиксах компании DC Comics, разрабатываемая студией DC Films и выпускаемая компанией Warner Bros. Во франшизу также входят телесериалы, короткометражные фильмы, книжная продукция и видеоигры. Как и оригинальная вселенная DC, эта вселенная была создана путём соединения в общую сюжетную линию нескольких фильмов и сериалов с общими актёрами, персонажами и событиями.
Компания Warner Bros. планировала объединить различных супергероев DC Comics ещё с 2002 года, когда Вольфганг Петерсен был назначен режиссёром кроссовера франшиз о Бэтмене и Супермене. Но запланированный фильм о Лиге справедливости был отложен, а успех «Тёмного рыцаря» в 2008 году позволил студии сосредоточиться на обособленных сериях фильмов. Однако ради конкуренции с Кинематографической вселенной Marvel Warner Bros. в 2011 году приняла решение о создании общей вселенной. Изначально планировалось, что Вселенная DC будет сосредоточена вокруг пяти фильмов режиссёра Зака Снайдера, но к 2018 году студия DC Films сделала выбор в пользу большей автономности своих проектов.
Первым фильмом вселенной стал «Человек из стали» (2013), перезапуск франшизы о Супермене. За ним последовал «Бэтмен против Супермена: На заре справедливости» (2016) — перезапуск франшизы о Бэтмене. Вслед за этим вышли следующие фильмы: «Отряд самоубийц» (2016), «Чудо-женщина» (2017), «Лига справедливости» (2017), «Аквамен» (2018), «Шазам!» (2019), «Хищные птицы: Потрясающая история Харли Квинн» (2020), «Чудо-женщина 1984» (2020), «Отряд самоубийц: Миссия навылет» (2021), «Чёрный Адам» (2022), «Шазам! Ярость богов» (2023), «Флэш» (2023), «Синий Жук» (2023) и «Аквамен и потерянное царство» (2023). Кроме того, на стриминг-сервисе Max (в 2020—2022 HBO Max) выходили эксклюзивные проекты, такие как «Лига справедливости Зака Снайдера» в 2021 году и сериал «Миротворец» в 2022 году.
Расширенная вселенная DC является 9-й самой кассовой франшизой всех времён с общими сборами более $5,8 млрд. Самым успешным фильмом франшизы стал «Аквамен», собравший более $1,1 млрд и ставший самым кассовым фильмом по комиксам DC. Фильмы Расширенной вселенной DC получили смешанные отзывы критиков.

## Происхождение
После анонса о создании серии фильмов фанаты и представители СМИ стали называть вселенную как «Кинематографическая вселенная DC» в соответствии с общепринятым именованием уже созданной Кинематографической вселенной Marvel (КВМ). 1 июля 2015 года Кит Стаскевич, автор издания «Entertainment Weekly», в статье о фильме «Бэтмен против Супермена: На заре справедливости» в шутку ввёл термин «Расширенная вселенная DC™». Этот термин и аббревиатура DCEU быстро распространились среди прессы и фанатов, посчитавших его новым официальным названием франшизы. По словам автора издания «Vulture» Абрахама Рисмана, руководство DC подтвердило в сентябре 2017 года, что этот термин не используется внутри студии и не считается официальным. В 2016 году в рамках фестиваля «DC Films представляет: Рассвет Лиги справедливости» Джефф Джонс и Кевин Смит называли франшизы «Вселенная Лиги справедливости». Во время панели фильмов DC на Комик-коне в Сан-Диего 2018 года на видео-баннере было написано: «Добро пожаловать в Миры DC». Поэтому некоторые СМИ истолковали «Миры DC» как новое официальное название. Однако в марте 2020 года на мероприятии C2E2 художник DC Comics Джим Ли использовал наименование «Расширенная вселенная DC». Франшиза официально получила такое название, когда в мае 2021 года был запущен потоковый сервис HBO Max, который в 2022 стал называться Max.
После назначения Питера Сафрана и Джеймса Ганна руководителями DC Studios, Warner Bros. Discovery назвала фильмы и телесериалы DC частью «Вселенной DC» (DCU), что некоторые СМИ интерпретировали как ребрендинг DCEU.

## Создание

### Фильмы
Фильм «Человек из стали» 2013 года, ставший перезапуском франшизы о Супермене, должен был заложить основу для будущих фильмов DC. Фильм содержал отсылки на других персонажей Вселенной DC, поэтому, в случае успеха, он смог бы запустить общую вселенную. За несколько дней до выхода «Человека из стали» в июне 2013 года стало известно, что режиссёр Зак Снайдер и сценарист Дэвид С. Гойер вернутся для работы над продолжением. В июле того же года на Комик-коне в Сан-Диего было объявлено, что продолжение будет включать Бэтмена, что положит начало общей вселенной. В октябре 2014 года компанией Warner Bros. был анонсирован список из десяти фильмов киновселенной DC.

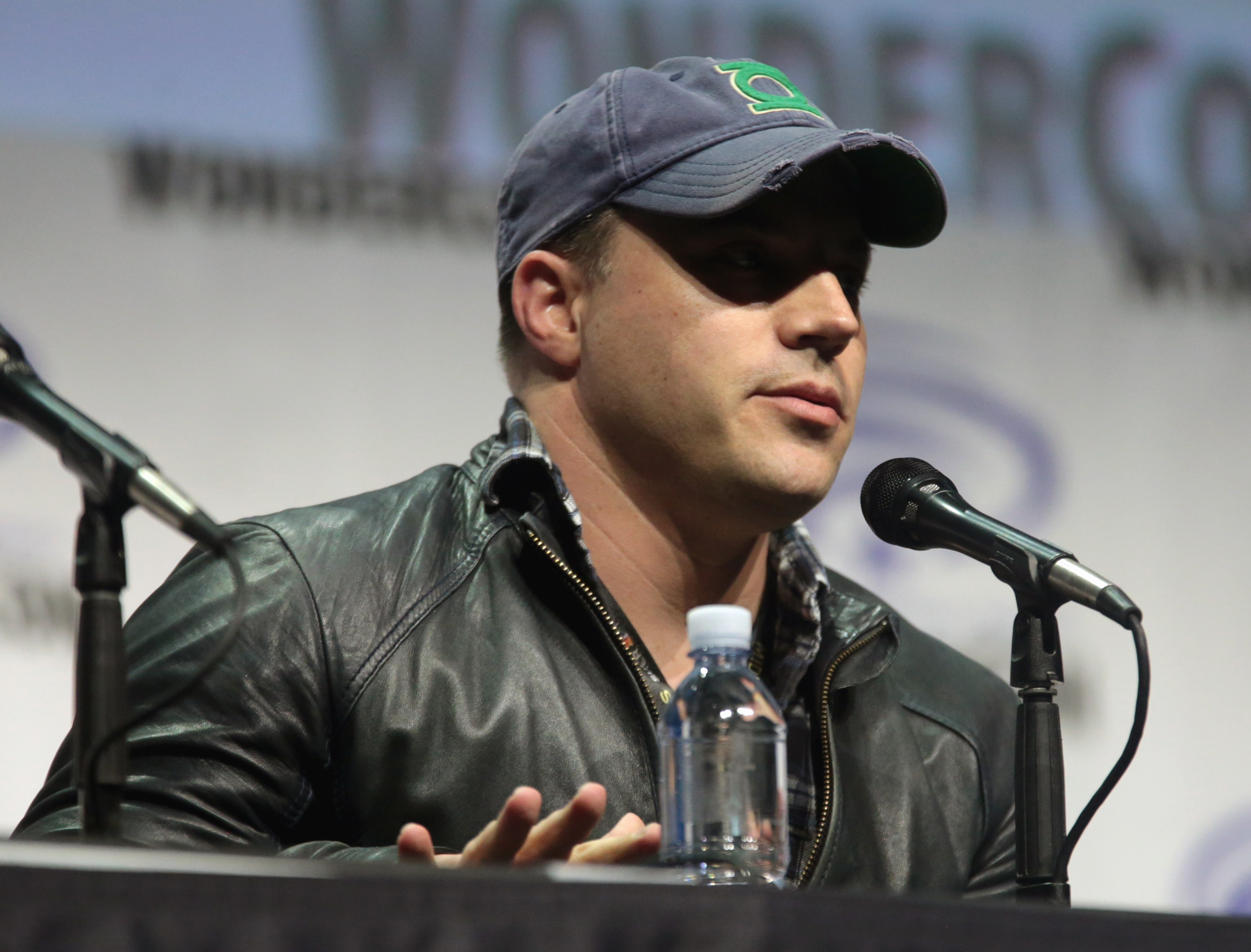
Джефф Джонс занимал различные должности в DC Films и Расширенной вселенной DC.

В то время как конкурирующая кинематографическая вселенная Marvel (КВМ) включает в себя телесериалы, киновселенная DC представляет собой серию фильмов. Несколько телесериалов с персонажами и сюжетными линиями DC находятся в отдельной вселенной, известной как Вселенная Стрелы (Arrowverse). Главный креативный директор DC Джефф Джонс объяснил разницу в подходах DC и Marvel Studios: «Мы смотрим на это как на мультивселенную. Наша телевизионная вселенная и киновселенная сосуществуют. Для нас, в творческом плане, речь идёт о том, чтобы позволить каждому создать наилучший проект, рассказать лучшую историю, создать лучший мир. У каждого есть своё видение. Это просто другой подход». В июне 2015 года президент Warner Bros. по креативному развитию Грег Сильверман расширил подход DC к кинематографической вселенной, сказав: «Мы … берём всеми любимых персонажей, передаём их в руки кинопрофессионалов и проверяем, что все они сотрудничают друг с другом. Вы почувствуете разницу, когда увидите … то, над чем мы работаем».
В мае 2016 года, после критики ленты «Бэтмен против Супермена: На заре справедливости», компания Warner Bros. основала подразделение DC Films во главе с Джеффом Джонсом и исполнительным вице-президентом Warner Bros. Джоном Бергом. DC Films курирует производство фильмов для формирования единого творческого направления франшизы. Фильмы DC перестали быть полностью автономны: Джонс стал подотчётен президенту DC Дайан Нельсон, а Берг — Грегу Сильверману. Продюсер фильмов DC с 2005 года Чарльз Ровен был переведён на пост исполнительного продюсера. В декабре 2016 года Сильверман был отстранён от своей должности в Warner Bros., а Тоби Эммерих был назначен президентом и главным креативным директором вместо него. К январю 2017 года Джонс и Берг отчитались перед Эммерихом. После финансового и экспертного успеха «Чудо-женщины» в июне 2017 года Джефф Джонс заявил, что в дальнейшем фильмы DC будут сосредоточены на душе, юморе, надежде, героизме и оптимизме персонажей. В результате неудовлетворительных кассовых сборов «Лиги справедливости» Джон Берг в январе 2018 года был уволен и стал работать вместе с Роем Ли. Кроме того, расширенная вселенная стала отходить от принципа общей вселенной, а Дайан Нельсон заявила: «Безусловно, наше намерение двигаться вперёд состоит в использовании общей вселенной, дабы убедиться, что проекты не расходятся друг с другом критически. Однако нет необходимости настоятельно внедрять общую сюжетную линии или особую взаимосвязь фильмов… Двигаясь вперёд, вы увидите, что вселенная фильмов DC — это вселенная, исходящая из сердец режиссёров, создающих их».
В январе 2018 года Уолтер Хамада был назначен президентом DC Films и одним из главой DCEU, заменив Джона Берга. В феврале Шанталь Нонг стала вице-президентом DC Films. Хамада и Нонг была наняты для творческого контроля над франшизой вместе с Джеффом Джонсом. Однако в июне 2018 года Джонс был уволен со всех руководящих должностей в DC. Он создал производственную компанию Mad Ghost Productions, чтобы играть более активную роль в различных медиасферах DC как сценарист и продюсер. После финансового успеха «Аквамена» генеральный директор Warner Bros. Кевин Цудзихара рассказал, что предстоящие несколько фильмов DC будут сосредоточены на историях отдельных персонажей. Но в 2021 году руководство WarnerMedia изменило курс и объявило, что будущие фильмы снова будут взаимосвязанными.

### Телевидение

#### Вселенная Стрелы
В августе 2020 года, после завершения шестого ежегодного кроссовера Вселенной Стрелы «Кризис на Бесконечных Землях», Уолтер Хамада пояснил, что до «Кризиса» студия DC работала таким образом, что телевизионный отдел должен был запросить разрешение на использование персонажей у киноотдела. Теперь же компания могла бы «действительно положиться на эту идею [мультивселенной] и признать тот факт, что в телесериалах может быть один Флэш, а в фильмах — другой, и вам не нужно выбирать того или иного, ведь они оба существуют в этой мультивселенной». Продюсер Грег Берланти согласился, посчитав, что «двигаясь вперёд, можно найти больше возможностей делать больше подобных вещей». Конечно некоторые хотели создать фильм связанный с Кризисом и Расширенной Вселенной DC, но к сожалению, он пока под вопросом выйдет фильм или нет.

#### HBO Max
В мае 2020 года в партнёрстве с WarnerMedia, DC Films и телеканалом CW был запущен новый потоковый сервис под названием HBO Max. В сентябре сервис заказал сериал из восьми эпизодов под названием «Миротворец», в котором Джеймс Ганн и Питер Сафран выступили в качестве исполнительных продюсеров, а Джон Сина вернулся к заглавной роли из фильма «Отряд самоубийц: Миссия навылет». В январе 2021 года Ганн заявил, что готов создать больше спин-оффов «Отряда самоубийц», помимо «Миротворца».
В феврале 2021 года команда HBO Max начала разрабатывать различные сериалы, посвящённые членам Тёмной Лиги Справедливости. План компании похож на то, как Marvel Television и Netflix выпустили отдельные сериалы, посвящённые Защитникам, а позже объединили персонажей в мини-сериале. Первый подобный сериал будет посвящён молодому Джону Константину; кроме того, студия ищет на роль «небелого» актёра. В июне 2021 года Анджела Робинсон и Джей Джей Абрамс начали разработку сериала, посвящённого Мадам Ксанаду.

## Фильмы
| Фильм                                           | Дата выхода     | Режиссёр(ы)         | Сценарист(ы)                                 | Сюжет                                                                             | Продюсер(ы)                                                                          |
| ----------------------------------------------- | --------------- | ------------------- | -------------------------------------------- | --------------------------------------------------------------------------------- | ------------------------------------------------------------------------------------ |
| Человек из стали                                | 20 июня 2013    | Зак Снайдер         | Дэвид С. Гойер                               | Дэвид С. Гойер & Кристофер Нолан                                                  | Чарльз Ровен, Кристофер Нолан, Эмма Томас и Дебора Снайдер                           |
| Бэтмен против Супермена: На заре справедливости | 24 марта 2016   | Зак Снайдер         | Крис Террио и Дэвид С. Гойер                 | Крис Террио и Дэвид С. Гойер                                                      | Чарльз Ровен и Дебора Снайдер                                                        |
| Отряд самоубийц                                 | 4 августа 2016  | Дэвид Эйер          | Дэвид Эйер                                   | Дэвид Эйер                                                                        | Чарльз Ровен и Ричард Сакл                                                           |
| Чудо-женщина                                    | 1 июня 2017     | Пэтти Дженкинс      | Аллан Хайнберг                               | Зак Снайдер & Аллан Хайнберг и Джейсон Фукс                                       | Чарльз Ровен, Дебора Снайдер, Зак Снайдер и Ричард Сакл                              |
| Лига Справедливости                             | 16 ноября 2017  | Зак Снайдер         | Крис Террио и Джосс Уидон                    | Крис Террио & Зак Снайдер                                                         | Чарльз Ровен, Дебора Снайдер, Джон Берг и Джефф Джонс                                |
| Аквамен                                         | 13 декабря 2018 | Джеймс Ван          | Дэвид Лесли Джонсон-МакГолдрик и Уилл Билл   | Джефф Джонс & Джеймс Ван и Уилл Билл                                              | Питер Сафран и Роб Кауэн                                                             |
| Шазам!                                          | 5 апреля 2019   | Дэвид Ф. Сандберг   | Генри Гайден                                 | Генри Гайден и Даррен Лемке                                                       | Питер Сафран                                                                         |
| Хищные птицы: Потрясающая история Харли Квинн   | 7 февраля 2020  | Кэти Янь            | Кристина Ходсон                              | Кристина Ходсон                                                                   | Марго Робби, Брайан Унклесс и Сью Кролл                                              |
| Чудо-женщина 1984                               | 25 декабря 2020 | Пэтти Дженкинс      | Пэтти Дженкинс & Джефф Джонс и Дэйв Каллахэм | Пэтти Дженкинс & Джефф Джонс                                                      | Чарльз Ровен, Дебора Снайдер, Зак Снайдер, Пэтти Дженкинс, Галь Гадот и Стивен Джонс |
| Лига справедливости Зака Снайдера               | 18 марта 2021   | Зак Снайдер         | Крис Террио                                  | Крис Террио & Зак Снайдер и Уилл Билл                                             | Чарльз Ровен и Дебора Снайдер                                                        |
| Отряд самоубийц: Миссия навылет                 | 6 августа 2021  | Джеймс Ганн         | Джеймс Ганн                                  | Джеймс Ганн                                                                       | Чарльз Ровен и Питер Сафран                                                          |
| Чёрный Адам                                     | 20 октября 2022 | Жауме Кольет-Серра  | Адам Штикель и Рори Хайнс & Сохраб Ноширвани | Адам Штикель и Рори Хайнс & Сохраб Ноширвани                                      | Бо Флинн, Хирам Гарсиа, Дуэйн Джонсон и Дэни Гарсиа                                  |
| Шазам! Ярость богов                             | 17 марта 2023   | Дэвид Ф. Сандберг   | Генри Гайден и Крис Морган                   | Генри Гайден и Крис Морган                                                        | Питер Сафран                                                                         |
| Флэш                                            | 16 июня 2023    | Энди Мускетти       | Кристина Ходсон                              | Джон Фрэнсис Дейли & Джонатан Голдштейн и Джоби Харольд                           | Барбара Мускетти и Майкл Диско                                                       |
| Синий Жук                                       | 18 августа 2023 | Анхель Мануэль Сото | Гарет Даннет Алькосер                        | Гарет Даннет Алькосер                                                             | Джон Рикард и Зев Формен                                                             |
| Аквамен и потерянное царство                    | 25 декабря 2023 | Джеймс Ван          | Дэвид Лесли Джонсон-МакГолдрик               | Джеймс Ван & Дэвид Лесли Джонсон-МакГолдрик и Джейсон Момоа, & Томас Па’а Сиббетт | Джеймс Ван, Питер Сафран и Роб Кауэн                                                 |

1. ↑  Зак Снайдер был режиссёром во время основной съёмки, но из-за смерти дочери не смог продолжить съёмки и  на стадии постпродакшна был заменён Джоссом Уидоном. Снайдер сохранил за собой режиссёрское указание в титрах за законченный фильм,[44] хотя отчёты указали, что Уидон переснял большую часть фильма.[45]

## Короткометражный фильм
«Эпилог: Миссия Этты» (2017).

## Телесериал
| Сериал     | Сезон | Количество эпизодов | Премьерный показ | Премьерный показ | Премьерный показ | Главный сценарист | Статус |
| Сериал     | Сезон | Количество эпизодов | Премьера сезона  | Финал сезона     | Сеть             | Главный сценарист | Статус |
| ---------- | ----- | ------------------- | ---------------- | ---------------- | ---------------- | ----------------- | ------ |
| Миротворец | 1     | 8                   | 13 январь 2022   | 17 февраля 2022  | Max              | Джеймс Ганн       | Вышел  |

## Отменённые и переработанные проекты
«Бэтмен» (2022) (англ. The Batman)
«Глубоководные» (англ. The Trench) — Ноа Гарднер и Эйдан Фицджеральд напишут для студии Warner сценарий спин-оффа «Аквамена» — отдельного хоррор-проекта о монстрах из расы Павших, появившихся на большом экране в выше упомянутом фильме.
Глубоководные дебютировали на страницах комиксов про Аквамена в 2011 году, когда издательство перезапустило всю вселенную. Став частью мифологии персонажа, они появились и в фильме Джеймса Вана.
Согласно источникам, спин-офф будет гораздо скромнее «Аквамена» как по бюджету, так и по размаху. Весь проект, который Ван спродюсирует вместе с Питером Сафраном, будет ближе к фильмам ужасов. Также подтвердилось, что звезды «Аквамена» не появятся в спин-оффе, а действие фильма развернётся после событий оригинала.
«Детстроук» (англ. Deathstroke) — в октябре 2017 года портал TheWrap сообщил о том, что сольный фильм про Детстроука находится в разработке. Гарет Эванс ведёт переговоры касательно того, чтобы стать сценаристом и режиссёром картины, а Джо Манганьелло сыграет Слэйда Уилсона/Детстроука.
Первоначально, когда Бен Аффлек был назначен сценаристом/режиссёром/продюсером фильма «Бэтмен», он опубликовал официальные тестовые кадры с Манганьелло в костюме. С тех пор, как Аффлек решил покинуть пост режиссёра, мотивируя это желанием сосредоточиться на роли, а Мэтт Ривз был нанят в качестве его замены, сценарий был переписан в соответствии со стилем Ривза и его видением фильма. Наличие знаменитого наёмника в фильме, который должен был стать в нём основным злодеем, было поставлено под сомнение после того, как Манганьелло заявил о том, что он знал про планы студии, но не мог их комментировать. И хотя роль персонажа в фильме «Бэтмен» неизвестна, студия всё же решила заняться разработкой фильма после того, как Эванс произвёл на руководителей впечатление своими наработками картины. Изначально претендовавший на пост режиссёра «Тёмной Лиги Справедливости», Гарет представил свои идеи для сюжета картины и убедил Warner Bros. в том, что фильм должен быть снят.
«Безымянный фильм о Джокере» (англ. Untitled Joker film)
«Киборг» (англ. Cyborg)
«Сиквелы Лиги справедливости» (англ. Justice League sequels) — в октябре 2014 года Warner Bros. анонсировала сам фильм и объявила о том, что Зак Снайдер вернётся в качестве режиссёра. В июне 2016 года стало известно, что фильм Лига Справедливости будет являться самостоятельной историей, после чего сиквел лишился названия. Премьера фильма должна была состояться 13 июня 2019 года, но была перенесена на неопределённый срок, из-за провала первой части. В октябре 2017 года Джей Кей Симмонс заявил в интервью журналу Total Film о том, что фильм всё ещё находится в разработке, а над сценарием во всю идёт работа. А вот насчёт лиги который порекомендовал Лютору Детстроук, Лига Несправедливости ещё на выборе. Ведь в предыдущем фильме в сцене после титров, они обсуждали именно про эту лигу. В июне 2019 года появилась информация, что вместо Зака Снайдера фильм срежиссирует Джеймс Ганн.
«Новые Боги» (англ. New Gods)
«Харли Квинн против Джокера» (англ. Harley Quinn vs. the Joker) — в июле 2017 года портал Screen Rant сообщил о том, что фильм с участием Джокера и Харли Квинн находится на ранней стадии разработки. Тогда же сообщалось, что фильм, являющийся спин-оффом Отряда самоубийц, предварительно получил рабочее название «Харли Квинн против Джокера». В августе 2017 года студия подтвердила информацию о том, что фильм находится в стадии активной разработки, а Лето и Робби вернутся к своим ролям. Сам фильм описывался как «криминальная история любви», но по-прежнему не имел названия. Позже стало известно, что Гленн Фикарра и Джон Рекуа ведут заключительные переговоры, чтобы написать для картины сценарий, а также её срежиссировать. Помимо этого, издание Forbes получило подтверждение о том, что безымянный фильм о Харли Квинн и Джокере является отдельном проектом и не имеет отношение к «Сиренам Готэма». В сентябре Робби подтвердила информацию о том, что Фикарра и Рекуа выступят в качестве сценаристов/режиссёров/продюсеров фильма, а также о своей роли в качестве исполнительного продюсера.
«Чёрная Манта» (англ. Black Manta)
«Бэтгёрл» (англ. Batgirl) — сольный фильм о напарнице Бэтмена — Бэтгёрл. В марте 2017 года стало известно, что Джосс Уидон завершает сделку с Warner Bros. и выступит сценаристом, продюсером и режиссёром сольного фильма об этой героине. По сообщениям издания Entertainment Weekly, Бэтгёрл будет непосредственно Барбарой Гордон, а персонаж будет основан на линейке комиксов New 52 от Гейл Симон. Сам Уидон заявил, что комиксы из этой линейки будут служить в качестве «отправной точки» для фильма. В апреле режиссёр заявил, что он был заинтересован в создании фильма об этом персонаже, так как был одержим причинами, по которым девушка решила «стать сильнее и надеть капюшон», захотел понять «в чём её трагедия», ведь, в отличие от Брюса Уэйна/Бэтмена, у неё не было детской трагедии. Режиссёр заявил, что в фильме постарается показать как формировалась её личность. Спустя некоторое время, продюсер Дебора Снайдер сообщила, что именно этот проект станет следующим женским супергеройским фильмом, после выхода «Чудо-женщины». В июле Джефф Джонс заявил, что Уидон начнёт производство фильма в 2018 году. На выставке SDCC было анонсировано название фильма — «Бэтгёрл». В 2018 году Джосс Уидон отказался снимать данный фильм так как не смог сделать интересную историю. Затем режиссёрами фильма стали Адиль Эль Арби и Билал Фалла, сценарий написала Кристина Ходсон, а главную роль отдали Лесли Грейс. Августом 2022 года уже снятый фильм отменили, так как он не подходил под видение новых боссов студии.
«Чудо-близнецы» (англ. Wonder Twins)
«Чудо-женщина 3» (англ. Wonder Woman 3) — В январе 2019 года, после завершения основных съёмок фильма «Чудо-женщина: 1984», режиссёр и соавтор сценария Пэтти Дженкинс заявила, что был написан сюжет для третьего фильма «Чудо-женщины». Она рассказала, что сюжетная линия «Чудо-женщины» была запланирована на основе трёх фильмов, причём действие третьего происходит в настоящее время. Дженкинс и Гадот планируют работать над другими проектами, прежде чем приступить к сиквелу. В декабре 2020 года Дженкинс объявила, что у неё есть истории, написанные ещё для двух фильмов о Чудо-женщине. Через два дня после выхода «Чудо-женщины 1984» на экраны Warner Bros. Pictures официально одобрили третий фильм. Дженкинс вернётся в качестве режиссёра со сценарием, который она написала, а Гадот снова сыграет свою роль главной героини.

## Хронология Расширенной вселенной DC

### Официальная хронология
| Год(-ы)             | Проект(-ы)                                                                                           |
| ------------------- | --- |
| 1918                | «Чудо-женщина»                                                                                       |
| 1984                | «Чудо-женщина 1984»                                                                                  |
| 2013                | «Человек из стали»                                                                                   |
| 2015                | «Бэтмен против Супермена»                                                                            |
| 2016                | «Отряд самоубийц»                                                                                    |
| 2017                | «Лига справедливости», «Лига справедливости Зака Снайдера»                                           |
| Альтернативный 2018 | «Лига справедливости Зака Снайдера» — Видение Киборга Дарксайд атакует Землю и порабощает Супермена. |
| 2018                | «Аквамен»                                                                                            |
| 2018—2019           | «Шазам!»                                                                                             |
| 2020                | «Хищные птицы: Потрясающая история Харли Квинн»                                                      |
| 2021                | «Шазам! Ярость богов», «Отряд самоубийц: Миссия навылет», «Миротворец»                               |
| Альтернативный 2022 | «Бэтмен против Супермена» и «Лига справедливости Зака Снайдера» — Видение Киборга и сны Бэтмена.     |
| 2022                | «Чёрный Адам», «Аквамен и потерянное царство»                                                        |
| 2023                | «Флэш», «Синий Жук»                                                                                  |

### Первая временная шкала

#### Ранее XX века
1. «Krypton 'Man of Steel' Special Features» — Красная звезда Рао образуется в Галактике Андромеды. (ок. 13 млрд лет до н.э.)
2. «Krypton 'Man of Steel' Special Features» — Образуется планета Криптон. (ок. 8 700 000 000 лет до н.э.)
3. «Человек из стали» (2013) — На Криптоне зарождается жизнь. (ок. 7 млрд лет до н.э.)
4. «Krypton 'Man of Steel' Special Features» — Желтая звезда Солнце формируется в галактике Млечный Путь. (ок. 4 600 000 000 лет до н.э.)
5. «Krypton 'Man of Steel' Special Features» — Формируется планета Земля. (В 2017 году возраст Земли оценивается в 4,54 млрд лет. 4,54 миллиарда лет до 2017 года — это 4 539 997 984 год до нашей эры, или около 4 540 000 000 лет до нашей эры с точностью до 3 значащих цифр приближения.)
6. «Человек из стали» (2013) — На Земле зарождается жизнь. (3,8 млрд лет назад) (В 2017 году было подсчитано, что первая жизнь на Земле появилась 3,8 млрд лет назад. 3,8 миллиарда лет до 2017 года — это 3 799 997 984 год до нашей эры, или около 3 800 000 000 лет до нашей эры с точностью до 3 значащих цифр приближения.)
7. «Лига справедливости Зака Снайдера» — Создаются Материнские Ящики. (ок. 1 млрд лет до н.э.) (В фильме «Лига справедливости Зака Снайдера» Чудо-женщина утверждает, что материнским коробкам миллиард лет.)
8. «Аквамен» — Первые формы жизни появляются из моря Земли и начинают заселяться на суше. (По оценкам, в 2019 году первые жизни покинули море 530 миллионов лет назад. 530 миллионов лет до 2019 года — это 529 999 798 год до нашей эры, или около 530 000 000 лет до нашей эры с точностью до 3 значащих цифр приближения.)

1. «Чудо-женщина» (2017) — рождение человечества и амазонок (ок. 298 000 до н.э.) (В 2017 году было подсчитано, что первые «люди» появились в результате эволюции около 300 000 лет назад. За 300 000 лет до 2017 года это 297 984 год до н.э., или около 298 000 лет до н.э. с точностью до 3 значащих цифр.)
2. «Лига справедливости» / «Лига справедливости Зака Снайдера» (2021) — вторжение Дарксайда и его войск с планеты Апокалипс на Землю (5 тыс. лет до н. э.)
3. «Чудо-женщина» (2017) — восстание амазонок (3 тыс. лет до н. э.)
4. «Чудо-женщина 1984» (2020) — рассказ об Астерии (3 тыс. лет до н. э.)
5. «Аквамен» (2018) — возникновение Атлантиды (3 тыс. лет до н. э.)
6. «Чёрный Адам» (2022) — восхождение на трон Кандака царя-тирана Ак-Тон и его битва с Тет-Адамом (2 тыс. лет до н. э.).

#### XX век
1. «Чудо-женщина» (2017) — основная часть фильма (1918 г.)
2. «Человек из стали» (2013) — вступление (события на Криптоне, прибытие капсулы на Землю, освобождение войск Зода из Фантомной зоны) (1980 г.)
3. «Бэтмен против Супермена: На заре справедливости» (2016) — похороны Томаса и Марты Уэйн (1981 г.)
4. «Чудо-женщина 1984» (2020) — основная часть фильма
5. «Аквамен» (2018) — рождение Артура Карри (1985 г.)
6. «Человек из стали» (2013) — начало проявления сверхспособностей Кларка Кента
7. «Хищные птицы: Потрясающая история Харли Квинн» (2020) — убийство семьи Хелены Бертинелли
8. «Человек из стали» (2013) — гибель Джонатана Кента (1997 г.)
9. «Аквамен» (2018) — обучение Артура Карри бою на трезубцах (1999 г.)
10. «Человек из стали» (2013) — окончательное проявление способностей Кларка Кента (1999 г.)

#### XXI век
1. «Флэш» (2023) — убийство Норы Аллен (2004 г.)
2. «Отряд самоубийц» (2016) — развитие отношений Харли Квин и Джокера, вселение Чародейки в доктора Джун Мун (2009—2010 гг.)
3. «Человек из стали» (2013) — основная часть фильма; параллельно с концовкой:
  - «Бэтмен против Супермена: На заре справедливости» (2016) — начало фильма
  - «Флэш» (2023) — сцена с Флэшем в Метрополисе во время битвы Супермена против генерала Зода
4. «Бэтмен против Супермена: На заре справедливости» (2016) — основная часть фильма (2015 г.)
5. «Отряд самоубийц» (2016) — основная часть фильма (2016 г.)
6. «Чудо-женщина» (2017) — пролог и эпилог фильма
7. «Лига справедливости» (2017) и «Лига справедливости Зака Снайдера (2021)» — основная часть фильма (2017 г.)
8. «Аквамен» (2018) — основная часть фильма
9. «Шазам!» (2019) — основная часть фильма (2018—2019 гг.)
10. «Хищные птицы: Потрясающая история Харли Квинн» (2020) — основная часть фильма
11. «Шазам! Ярость богов» (2023) — основная часть фильма (2023 г.)
12. «Отряд самоубийц: Миссия навылет» (2021 г.)
13. «Миротворец» (2022) — основная часть сериала (2021-2022 гг.)
14. «Чёрный Адам» (2022) — основная часть фильма (2022 г.)
15. «Аквамен и потерянное царство» (2023) — основная часть фильма (2022 г.)
16. «Флэш» (2023) — события до Флэшпоинта (2023 г.)

#### Альтернативное будущее
События фильма «Аквамен и потерянное царство» подтверждают что данная временная линия является альтернативной поскольку в фильме «Аквамен и потерянное царство» упоминается что Вулко умер от болезни. А у Артура и Меры родился сын. Хотя в «Лиге справедливости» Зака Снайдера Вулко был убит Дарксайдом вместе с Артуром. А о сыне Мера даже не упоминала.
1. «Лига справедливости Зака Снайдера» (2021) — Видение Киборга; Дарксайд вторгается на Землю и с помощью Супермена захватывает её. (2018 г.) (События Лиги Снайдера происходят в 2017, но Дарксайд вторгается на Землю лишь в 2018 уже после того как Аквамен стал королем Атлантиды и женился на Мере.)
2. «Бэтмен против Супермена: На заре справедливости» (2016) и «Лига справедливости Зака Снайдера» (2021) — Конец света; Дарксайд правит Землёй с помощью Супермена  (2022 год.)

### Временная шкала Флэшпоинта
1. «Флэш» (2023) — события во время и после Флэшпоинта (2013 г.)
2. «Синий Жук» (2023) — основная часть фильма (2023 г.)

## Кассовые сборы

### РейтингBox Office Mojo
| Фильм                             | Релиз (РФ)      | Сборы          | Сборы          | Сборы        | Сборы          | Место        | Место  | Место    | Бюджет     | Ссылки |
| Фильм                             | Релиз (РФ)      | США и Канада   | За границей    | Россия       | Весь мир       | США и Канада | Россия | Весь мир | Бюджет     | Ссылки |
| --------------------------------- | --------------- | -------------- | -------------- | ------------ | -------------- | ------------ | ------ | -------- | ---------- | ------ |
| Человек из стали                  | 20 июня 2013    | $291,045,518   | $377 000 000   | $10 628 593  | $668 045 518   | 88           | 345    | 120      | $225 млн   | [ 77 ] |
| Бэтмен против Супермена           | 24 марта 2016   | $330,360,194   | $543 274 725   | $12 811 621  | $873 634 919   | 58           | 274    | 60       | $250 млн   | [ 78 ] |
| Отряд самоубийц                   | 4 августа 2016  | $325,100,054   | $421 746 840   | $25 828 915  | $746 846 894   | 61           | 78     | 98       | $175 млн   | [ 79 ] |
| Чудо-женщина                      | 1 июня 2017     | $412 563 408   | $409 283 604   | $8 176 049   | $821 847 012   | 25           | 462    | 73       | $149 млн   | [ 80 ] |
| Лига справедливости               | 16 ноября 2017  | $229 024 295   | $432,300,000   | $10,900,000  | $661,324,295   | 146          | 336    | 123      | $300 млн   | [ 81 ] |
| Аквамен                           | 13 декабря 2018 | $335,061,807   | $816,900,000   | $19,700,000  | $1,151,961,807 | 55           | 130    | 23       | $160 млн   | [ 82 ] |
| Шазам!                            | 4 апреля 2019   | $140,371,656   | $225,600,000   | $10,000,000  | $365,971,656   | 410          | 447    | 356      | $100 млн   | [ 83 ] |
| Хищные птицы                      | 6 февраля 2020  | $84,158,461    | $121,200,000   | $6,135,978   | $205,358,461   | 919          | 599    | 814      | $85 млн    | [ 84 ] |
| Чудо-женщина 1984                 | 14 января 2021  | $46,801,036    | $122,800,000   | $3,921,888   | $169,601,036   |              |        |          | $200 млн   | [ 85 ] |
| Лига справедливости Зака Снайдера | 18 марта 2021   | N/A            | N/A            | N/A          | N/A            | N/A          | N/A    | N/A      | $70 млн    | N/A    |
| Отряд самоубийц: Миссия навылет   | 5 августа 2021  | $55,817,425    | $112,900,000   | $9,169,236   | $168,717,425   | 1 571        | 500    | 1 043    | $185 млн   | [ 86 ] |
| Франшиза                          | Франшиза        | $2 249 489 763 | $3 566 929 248 | $114 613 438 | $5 812 537 984 | 10           | N/A    | 11       | $1,94 млрд | [ 87 ] |

## Приём и оценки

### Реакция критиков
| Фильм                                           | Rotten Tomatoes    | Rotten Tomatoes (оценка) | Metacritic      |
| ----------------------------------------------- | ------------------ | ------------------------ | --------------- |
| Человек из стали                                | 56 % (344 отзыва)  | 6,2                      | 55 (47 отзывов) |
| Бэтмен против Супермена: На заре справедливости | 29 % (440 отзывов) | 5,0                      | 44 (51 отзыв)   |
| Отряд самоубийц                                 | 26 % (394 отзыва)  | 4,8                      | 40 (53 отзыва)  |
| Чудо-женщина                                    | 93 % (479 отзывов) | 7,7                      | 76 (50 отзывов) |
| Лига справедливости                             | 40 % (412 отзывов) | 5,3                      | 45 (52 отзыва)  |
| Аквамен                                         | 66 % (415 отзывов) | 6,0                      | 55 (50 отзывов) |
| Шазам!                                          | 90 % (422 отзыва)  | 7,3                      | 70 (53 отзыва)  |
| Хищные птицы: Потрясающая история Харли Квинн   | 78 % (446 отзывов) | 6,8                      | 60 (59 отзывов) |
| Чудо-женщина: 1984                              | 58 % (451 отзыв)   | 6,1                      | 60 (57 отзывов) |
| Лига справедливости Зака Снайдера               | 72 % (311 отзывов) | 6,7                      | 55 (42 отзывов) |
| Отряд самоубийц: Миссия навылет                 | 90 % (382 отзыва)  | 7,5                      | 72 (55 отзывов) |
| Чёрный Адам                                     | 39 % (307 отзывов) | 5,1                      | 41 (52 отзыва)  |
| Шазам! Ярость богов                             | 49 % (263 отзыва)  | 5,6                      | 47 (47 отзывов) |
| Флэш                                            | 63 % (390 отзывов) | 6,3                      | 56 (54 отзыва)  |
| Синий Жук                                       | 77 % (277 отзывов) | 6,4                      | 61 (48 отзывов) |
| Аквамен и потерянное царство                    | 33 % (213 отзывов) | 4,9                      | 44 (29 отзвов)  |
| Средняя оценка                                  | 62 %               | 6,2/10                   | 56              |

### Реакция зрителей
| Фильм                                           | Rotten Tomatoes         | Rotten Tomatoes (оценка) | Кинопоиск              | IMDb                   | Metacritic         | Cinemascore |
| ----------------------------------------------- | ----------------------- | ------------------------ | ---------------------- | ---------------------- | ------------------ | ----------- |
| Человек из стали                                | 75 % (250 тыс. отзывов) | 3,9                      | 6,9 (257 тыс. отзывов) | 7,1 (821 тыс. отзывов) | 7,6 (4195 отзывов) | A-          |
| Бэтмен против Супермена: На заре справедливости | 63 % (100 тыc. отзывов) | 3,5                      | 6,8 (258 тыс. отзывов) | 6,5 (760 тыс. отзывов) | 7,1 (7100 отзывов) | B           |
| Отряд самоубийц                                 | 58 % (100 тыс. отзывов) | 3,4                      | 6,1 (530 тыс. отзывов) | 5,9 (730 тыс. отзывов) | 5,9 (3719 отзывов) | B+          |
| Чудо-женщина                                    | 83 % (100 тыс. отзывов) | 4,1                      | 6,8 (234 тыс. отзывов) | 7,3 (708 тыс. отзывов) | 6,0 (4005 отзывов) | A           |
| Лига справедливости                             | 68 % (100 тыс. отзывов) | 3,7                      | 6,0 (201 тыс. отзывов) | 6,1 (483 тыс. отзывов) | 6,1 (2575 отзывов) | B+          |
| Аквамен                                         | 73 % (25 тыс. отзывов)  | 3,8                      | 6,8 (543 тыс. отзывов) | 6,8 (528 тыс. отзывов) | 7,1 (1621 отзыв)   | A-          |
| Шазам!                                          | 82 % (10 тыс. отзывов)  | 4,0                      | 6,7 (229 тыс. отзывов) | 7,0 (391 тыс. отзывов) | 7,8 (1517 отзывов) | A           |
| Хищные птицы: Потрясающая история Харли Квинн   | 68 % (25 тыс. отзывов)  | 3,6                      | 5,9 (195 тыс. отзывов) | 6,1 (269 тыс. отзывов) | 3,1 (3176 отзывов) | B+          |
| Чудо-женщина: 1984                              | 40 % (25 тыс. отзывов)  | 2,7                      | 6,1 (212 тыс. отзывов) | 5,4 (296 тыс. отзывов) | 3,7 (2624 отзыва)  | B+          |
| Лига справедливости Зака Снайдера               | 94 % (25 тыс. отзывов)  | 4,6                      | 7,8 (587 тыс. отзывов) | 7,9 (446 тыс. отзывов) | 8,4 (4384 отзыва)  | —           |
| Отряд самоубийц: Миссия навылет                 | 77 % (10 тыс. отзывов)  | 3,9                      | 6,7 (394 тыс. отзывов) | 7,2 (420 тыс. отзывов) | 6,9 (1295 отзывов) | B+          |
| Чёрный Адам                                     | 85 % (5 тыс. отзывов)   | 4,3                      | 6,1 (86 тыс. отзывов)  | 6,2 (282 тыс. отзывов) | 7,2 (654 отзывa)   | B+          |
| Шазам! Ярость богов                             | 77 % (10 тыс. отзывов)  | 3,9                      | 6,0 (41 тыс. отзывов)  | 5,9 (130 тыс. отзывов) | 5,5 (162 отзывов)  | B+          |
| Флэш                                            | 79 % (25 тыс. отзывов)  | 4,1                      | 6,5 (58 тыс. отзывов)  | 6,5 (221 тыс. отзывов) | 5,6 (474 отзыва)   | B           |
| Синий Жук                                       | 83 % (5 тыс. отзывов)   | 4,3                      | 5,6 (22 тыс. отзывов)  | 5,9 (102 тыс. отзывов) | 6,1 (156 отзывов)  | B+          |
| Аквамен и потерянное царство                    | 66 % (1 тыс. отзывов)   | 3,6                      | 6,1 (45 тыс. отзывов)  | 5.6 (98 тыс. отзывов)  | 4,1 (65 отзывов)   | B           |
| Средняя оценка                                  | 74 %                    | 3,8/5                    | 6,6                    | 6,7                    | 6,4                | B+          |

## Музыка

### Саундтреки
| Название                                                                                             | Дата выпуска    | Длина                                                  | Композитор(ы)           | Лейбл            |
| --- | --------------- | ------------------------------------------------------ | ----------------------- | ---------------- |
| Man of Steel: Original Motion Picture Soundtrack                                                     | 11 июня 2013    | 90:02 (стандартная версия) 118:18 (расширенная версия) | Ханс Циммер             | WaterTower Music |
| Batman v Superman: Dawn of Justice (Original Motion Picture Soundtrack)                              | 18 марта 2016   | 71:37 (стандартная версия) 90:27 (расширенная версия)  | Ханс Циммер и Junkie XL | WaterTower Music |
| Suicide Squad: The Album                                                                             | 5 августа 2016  | 50:57 60:08 (коллекционное издание)                    | Разные исполнители      | Atlantic         |
| Suicide Squad: Original Motion Picture Score                                                         | 8 августа 2016  | 72:33 (физический) 93:38 (цифровой)                    | Стивен Прайс            | WaterTower Music |
| Wonder Woman: Original Motion Picture Soundtrack                                                     | 2 июня 2017     | 78:38                                                  | Руперт Грегсон-Уильямс  | WaterTower Music |
| Justice League: Original Motion Picture Soundtrack                                                   | 10 ноября 2017  | 101:22                                                 | Дэнни Эльфман           | WaterTower Music |
| Aquaman: Original Motion Picture Soundtrack                                                          | 14 декабря 2018 | 65:02 (стандартная версия) 100:45 (расширенная версия) | Руперт Грегсон-Уильямс  | WaterTower Music |
| Shazam!: Original Motion Picture Soundtrack                                                          | 5 апреля 2019   | 73:13                                                  | Бенджамин Уоллфиш       | WaterTower Music |
| Birds of Prey: The Album                                                                             | 7 февраля 2020  | 42:52                                                  | Разные исполнители      | Atlantic         |
| Birds of Prey (and the Fantabulous Emancipation of One Harley Quinn) — Original Motion Picture Score | 14 февраля 2020 | 61:52                                                  | Дэниел Пембертон        | WaterTower Music |
| Wonder Woman 1984: Original Motion Picture Soundtrack                                                | 16 декабря 2020 | 90:23                                                  | Ханс Циммер             | WaterTower Music |
| Zack Snyder’s Justice League (Original Motion Picture Soundtrack)                                    | 18 марта 2021   | 234:09                                                 | Junkie XL               | WaterTower Music |
| The Flash (Original Motion Picture Soundtrack)                                                       | 16 июня 2023    | 93:31                                                  | Бенджамин Уоллфиш       | WaterTower Music |
| Blue Beetle (Original Motion Picture Soundtrack)                                                     | 11 августа 2023 | 1:25:55                                                | Бобби Крликruen         | WaterTower Music |

### Синглы
| Название           | Дата публикации | Режиссёр        | Исполнитель(и)                                                                           | Лейбл                                   | Примечание                                            | Ссылка  |
| ------------------ | --------------- | --------------- | ---------------------------------------------------------------------------------------- | --------------------------------------- | ----------------------------------------------------- | ------- |
| Heathens           | 16.06.2016      | Andrew Donoho   | Twenty One Pilots                                                                        | Atlantic Records; Warner Bros. Records. | Выпущенный как саундтрек к фильму Отряд самоубийц     | [ 109 ] |
| Sucker for Pain    | 24.06.2016      | Elliott Sellers | Lil Wayne, Wiz Khalifa And Imagine Dragons w/ Logic & Ty Dolla $ign Feat. X Ambassadors. | Atlantic Records; Warner Bros. Records. | Выпущенный как саундтрек к фильму Отряд самоубийц     | [ 110 ] |
| Purple Lamborghini | 05.08.2016      | Colin Tilley    | Rick Ross ft. Skrillex                                                                   | Atlantic Records; Warner Bros. Records. | Выпущенный как саундтрек к фильму Отряд самоубийц     | [ 111 ] |
| Gangsta            | 08.08.2016      | Benny Boom      | Kehlani                                                                                  | Atlantic Records; Warner Bros. Records. | Выпущенный как саундтрек к фильму Отряд самоубийц     | [ 112 ] |
| To Be Human        | 25.05.2017      |                 | Sia и Labrinth                                                                           | WaterTower Music                        | Выпущенный как саундтрек к фильму Чудо-женщина        | [ 113 ] |
| Come Together      | 08.09.2017      | Kris Merc       | Гэри Кларк-младший                                                                       | WaterTower Music                        | Выпущенный как саундтрек к фильму Лига Справедливости | [ 114 ] |
| Everybody Knows    | 10.11.2017      |                 | Sigrid                                                                                   | WaterTower Music                        | Выпущенный как саундтрек к фильму Лига Справедливости | [ 115 ] |
| Everything I Need  | 14.12.2018      |                 | Skylar Grey                                                                              | WaterTower Music                        | Выпущенный как саундтрек к фильму Аквамен             | [ 116 ] |
| Ocean to Ocean     | 14.12.2018      |                 | Pitbull и Rhea                                                                           | WaterTower Music                        | Выпущенный как саундтрек к фильму Аквамен             | [ 117 ] |

## Другие медиасферы

### Книги
| Название                                        | Дата публикации | Автор(ы)       | Примечание          | Ссылка  |
| ----------------------------------------------- | --------------- | -------------- | ------------------- | ------- |
| Man of Steel: The Early Years: Junior Novel     | 30.04.2013      | Frank Whitman  |                     | [ 118 ] |
| Man of Steel: The Official Movie Novelization   | 18.06.2013      | Greg Cox       | Новеллизация фильма | [ 119 ] |
| Batman v Superman: Dawn of Justice — Cross Fire | 16.02.2016      | Michael Kogge  | Книга-приквел       | [ 120 ] |
| Suicide Squad: The Official Movie Novelization  | 05.08.2016      | Marv Wolfman   | Новеллизация фильма | [ 121 ] |
| Wonder Woman: Junior Novel                      | 30.05.2017      | Steve Korte    | Новеллизация фильма | [ 122 ] |
| Wonder Woman: The Official Movie Novelization   | 02.06.2017      | Nancy Holder   | Новеллизация фильма | [ 123 ] |
| Aquaman: The Junior Novel                       | 06.11.2018      | Jim McCann     | Новеллизация фильма | [ 124 ] |
| Aquaman: Undertow                               | 06.11.2018      | Steve Behling  | Книга-приквел       | [ 125 ] |
| Shazam!: The Junior Novel                       | 26.02.2019      | Calliope Glass | Новеллизация фильма | [ 126 ] |

### Комиксы
| Название                                                          | Кол-во выпусков | Дата публикации            | Автор(ы)                                                              | Художник(и)                                                    | Примечание                                             | Ссылка                                          |
| ----------------------------------------------------------------- | --------------- | -------------------------- | --------------------------------------------------------------------- | -------------------------------------------------------------- | ------------------------------------------------------ | ----------------------------------------------- |
| Man of Steel Prequel                                              | 1               | 18.05.2013                 | Sterling Gates                                                        | Jerry Ordway                                                   | Рекламный цифровой комикс из Walmart                   | [ 127 ]                                         |
| Warner Bros. Pictures Presents Batman v Superman: Dawn of Justice | 5               | 28.01.2016                 | Christos Gage                                                         | Joe Bennet                                                     | Рекламные цифровые приквел комиксы от Dr Pepper        | [ 128 ]                                         |
| General Mills Presents Batman v Superman: Dawn of Justice         | 4               | 28.02.2016                 | Jeff Parker, Christos Gage, Marguerite Bennett, and Joshua Williamson | R.B. Silva, Federico Dallochio, Marcus To, and Eduardo Pansica | Рекламный приквел мини-комикс от General Mills         | [ 129 ]                                         |
| Batman v Superman: Dawn of Justice — Upstairs/Downstairs          | 1               | 29.02.2016                 | Christos Gage                                                         | Joe Bennet                                                     | Рекламный цифровой приквел комикс от Doritos и Walmart | [ 130 ]                                         |
| Suicide Squad — Suicide Blonde                                    | 1               | 02.06.2016                 | Tony Bedard                                                           | Tom Derenick; Juan Albarran; Hi-Fi; Lori Jackson               | Рекламный цифровой приквел комикс от SPLAT hair dye.   | [ 131 ]                                         |
| Mercedes-Benz Presents Justice League                             | 6               | с 20.10.2017 по 15.11.2017 | Adam Schlagman                                                        | Jason Badower, Annette Kwok, Michael Heisler                   | Рекламный цифровой мини-комикс от Mercedes Benz        | [ 132 ] [ 133 ] [ 134 ] [ 135 ] [ 136 ] [ 137 ] |

### Игры
| Название                           | Дата релиза | Издатель(и)                            | Примечание            | Ссылка  |
| ---------------------------------- | ----------- | -------------------------------------- | --------------------- | ------- |
| Kellogg’s Man of Steel             | 19.04.2013  | Catapult Marketing                     |                       | [ 138 ] |
| Man of Steel                       | 14.06.2013  | Warner Bros. International Enterprises |                       | [ 139 ] |
| Batman vs Superman — Who Will Win? | 16.03.2016  | Warner Bros. International Enterprises |                       | [ 140 ] |
| Suicide Squad: Special Ops         | 19.07.2016  | Warner Bros. International Enterprises | Шутер от первого лица | [ 141 ] |
| Wonder Woman: Rise of the Warrior  | 23.05.2017  | Warner Bros. International Enterprises | Браузерная игра       | [ 142 ] |
| Justice League VR                  | 18.09.2017  | Warner Bros. International Enterprises | Action                | [ 143 ] |

## Награды
- На 89-й церемонии вручения наград премии «Оскар» «Отряд самоубийц» победил в номинации «Лучший грим и причёски»[144];
- На 18-й премии «Золотой трейлер», трейлер «Чудо-женщины» выиграл в номинациях «Лучшее шоу» и «Лучшее фэнтези-приключение». Один из постеров картины также выиграл в номинации «Лучший постер летнего блокбастера 2017»[145].